# スリー・ウィル・ビー・フリー
スリー・ウィル・ビー・フリー（タイ語: 3 Will Be Free – สามเราต้องรอด）は、ラパッサラン・チラウェートスントンクン（マイルド）、ウェイアー・サングーン（ジョス）、タワン・ウィホクラット（テイ）が主演する2019年放送のタイのテレビドラマシリーズ。 
Tidakorn Pookaothongが監督し、GMMTVがTrasher Bangkokとともに制作したこのテレビドラマシリーズは、2018年11月5日にGMMTVが開催したイベント「Wonder Th13teen」にて発表された2019年放送予定の13のテレビドラマシリーズのうちの一つである。  2019年8月9日から2019年10月11日にかけて、One31とLINE TVにてそれぞれ毎週金曜日22:30 ICTと23:30 ICTに放送された。 

## あらすじ
バンコクのクラブで男性ストリッパーとして働くネオ（ウェイアー・サングーン）は、有名女優であり、不動産王だが裏ではマフィアの顔を持つタナ（サルッ・ウィッチトラノン）の2番目の妻であるバニカ（インティラ・チャローンプラ）と不倫関係にあった。それを知ったタナは、殺し屋のポン（ジェーンマナ）とター（チョンナカン・アーポンスティナン）に不倫相手であるネオの殺害とバニカの拘束の任務を命じた。しかしターは誤ってバニカを撃ち殺してしまった上にネオを取り逃がしてしまう。
タナの一人息子であるシン（タワン・ウィホクラット）は、友人と共にバーを訪れ、ホステスであるミウ（ラパッサラン・チラウェートスントンクン）と出会いホテルへ誘った。その後バーに戻ったシンはトイレでポンから逃げてきたネオと出くわす。そこに追ってきたポンがやってきたが、さらに彼らを追ってトイレに入ってきたミウによってポンは撃ち殺されてしまう。
ポンの死は弟分だったターだけでなく、ポンの恋人であるマエ（ワッチャラ・スクチュム）にも復讐心を抱かせることに。彼らから逃れるため、ネオ、ミウ、シンの3人は一緒にバンコクのモーテルからジャングル、そして海へと転々と移動するのだが…。

## キャストとキャラクター

### 主演
- ミウ役：ラパッサラン・チラウェートスントンクン（マイルド）[6][7]
- ネオ役：ウェイアー・サングーン（ジョス）
- シン役：タワン・ウィホクラット（テイ）

### 助演
- マエ役：ワッチャラ・スクチュム（ジェニー）
- ター役：チョンナカン・アーポンスティナン（ガンスマイル）
- ポン役：ジェーンマナ（マックス）
- ルアン役：プミパット・パイブーン（プレーム）
- レオ（ネオの兄弟）役：スパコーン・シーポートーン（ポッド）
- PP役：ジラキット・クーアーリヤクン（トップタップ）
- タッチ役：シワコーン・レーチューチョー（ガイ）
- ジェームズ役：ハリット・チーワカルン（シング）
- ボス ジョン役：ナポン・プロムスワン（ストップ）
- タナ役：サルッ・ウィッチトラノン（ビッグ）
- バニカ（タナの妻）役：インティラ・チャローンプラ
- シンの母親役：サローチャ・ワティタパン（タオ）
- ミウの母親役：ペンパック・シリクン
- モーテルの女主人：アリサラ・ウォンチャリー（フレッシュ）
- ケン役：クリッタナイ・アーサンプラキット（ナムモン）

### ゲスト出演
- モーテルの女主人の夫役：ティーピッシット・マハニーラノン（フレーム）
- ナース/殺し屋役：ポーンピパット・パッタナセッターノン（プラスター）

## サウンドトラック
| 曲名    | ローマ字タイトル | アーティスト       | Ref.  |
| ------- | ---------------- | ------------------ | ----- |
| ฝากเวลา | Fahk Welah       | The White Hair Cut | [ 8 ] |